# Yūki Hashizume
Yūki Hashizume (jap. 橋爪 勇樹 Hashizume Yūki; ur. 10 sierpnia 1990) – japoński piłkarz występujący na pozycji pomocnika. Obecnie występuje w Ventforet Kōfu.

## Kariera klubowa
Od 2013 roku występował w klubie Ventforet Kōfu.